# A3015SA
A3015SA（エーサンゼロイチゴーエスエー）は、三洋電機が開発した、KDDIおよび沖縄セルラー電話のauブランドの携帯電話である。

## 特徴
A3011SAの後継機種で、同社のau向け端末としては初となるカメラ付き端末となる。
本体に簡易フラッシュを搭載しており、暗所での撮影に使用する事が可能である。また、A3011SAでモノクロだったサブディスプレイは新たにカラー液晶を搭載しており、自分撮りの際にファインダーとして利用する事が出来る。
他にも、当時社会問題となっていたワン切り対策として、3秒未満の不在着信に対してアイコンと色を変えて表示する「ワン切りチェック」機能を搭載している。

## 沿革
- 2002年8月26日 - KDDIより正式発表
- 2002年9月20日 - 発売開始。